# 中原祐二
中原 祐二（なかはら ゆうじ、1954年10月 - ）は、日本の建築家。鹿児島県生まれ、中原祐二建築設計事務所主宰、鹿児島大学非常勤講師、鹿児島純心女子短期大学講師を歴任。

## 略歴
1954年10月：鹿児島県生まれ
1977年3月：東京デザイナー学院建築デザイン科 卒業
1989年5月：アーキ・フォルム 設立
1991年5月：有限会社アーキ・フォルムとして法人化
1998年9月：有限会社中原祐二建築設計事務所に改称
1998年4月：鹿児島大学非常勤講師
1998年4月：鹿児島純心女子短期大学講師 

## 受賞歴
第２回鹿児島市建築文化賞受賞「エスライン九州本社鹿児島支店」
INAXデザイン大賞優秀賞「頴娃の家」
第52回南日本美術展建築部門優秀賞「都市の土間空間・荒田のアトリエ」
2000年：第55回南日本美術展建築部門優秀賞「嵌入の建築」
2004年：第８回鹿児島市建築文化賞 「のうみ矯正歯科医院」
2006年：第９回鹿児島市建築文化賞「ドルチェヴィータ」
2012年：Design For Asia Award 2012「楕円の森」

## 主な作品
K
F邸
K邸
N邸
T邸
Ws
Layer
Silence
姶良の家
枕崎の家
原良の家
吉野の家
楕円の森
妙円寺の家
鹿児島の家
スカイハウス
二間×七間の間
桜島の見える家
福岡筑前町の家
カラーガラスの家
慈眼寺のコートハウス
下荒田のコートハウス
セイコメディカルビューティークリニック

## 掲載
I'm home. / 中原祐二”. imhome-style.com. 2021年12月22日閲覧
“K | 新建築データ”. K | 新建築データ. 2023年11月29日閲覧
“K邸 | 新建築データ”. K邸 | 新建築データ. 2023年11月29日閲覧
“Ws | 新建築データ”. Ws | 新建築データ. 2023年11月29日閲覧
“Layer | 新建築データ”. Layer | 新建築データ. 2023年11月29日閲覧
“楕円の森 | 新建築データ”. 楕円の森 | 新建築データ. 2023年11月29日閲覧
“鹿児島の家 | 新建築データ”. 鹿児島の家 | 新建築データ. 2023年11月29日閲覧
“二間×七間の間 | 新建築データ”. 二間×七間の間 | 新建築データ. 2023年11月29日閲覧
“福岡筑前町の家 | 新建築データ”. 福岡筑前町の家 | 新建築データ. 2023年11月29日閲覧
“カラーガラスの家 | 新建築データ”. カラーガラスの家 | 新建築データ. 2023年11月29日閲覧
“慈眼寺のコートハウス | 新建築データ”. 慈眼寺のコートハウス | 新建築データ. 2023年11月29日閲覧
『新建築 住宅特集 1995年04月号』新建築社、1995年4月、136-146頁
『新建築 住宅特集 1998年6月号』新建築社、1998年5月、151-157頁
『新建築 2010年臨時増刊 創刊85周年記念 住宅10年 2000-2010』新建築社、2010年12日、37, 40, 184, 185頁
『Modern Living　No.162』アシェット婦人画報社、2005年9月1日、32-37頁
『Modern Living No.167』アシェット婦人画報社、2006年7月1日、208-215頁
『Modern Living No.168』アシェット婦人画報社、2006年9月1日、128頁
『Modern Living Modern Architect 55 55人の建築家ファイル』アシェット婦人画報社、2006年12月30日、146-149頁
『Modern Living No.172』アシェット婦人画報社、2007年5月1日、36-43頁
『Modern Living No.184』アシェット婦人画報社、2009年5月1日、26-33頁
『Modern Living 保存版家づくり準備号』ハースト婦人画報社、2011年12月7日、163-171頁
『Modern Living No.213』ハースト婦人画報社、2014年2月7日、138-147頁
『Modern Living No.217』ハースト婦人画報社、2014年10月7日、100-105頁
『Modern Living Mook extra issue』ハースト婦人画報社、2015年7月、152-161頁
『Modern Living No.225』ハースト婦人画報社、2016年2月5日、106-115頁
『Modern Living No.231』ハースト婦人画報社、2017年2月7日、289頁
『Modern Living No.241』ハースト婦人画報社、2018年10月7日、64-77頁
『I’m home. No.25』商店建築社、2006年12月1日、135-142頁
『I’m home. No.38』商店建築社、2009年3月1日、158頁
『I’m home. 増刊 vol.1』商店建築社、2009年8月1日、242-249頁
『商店建築 11月号 増刊 Clinic & Pharmacy Design』商店建築社、2014年11月1日、46-49頁
『I’m home No.75』商店建築社、2015年5月16日、164-173頁
『I’m home. No.86』商店建築社、2017年3月16日、143頁
『新しい住まいの設計 2004年04月号』扶桑社、2004年4月、68-73頁
『新しい住まいの設計 2004年12月号』扶桑社、2004年12月1日、26-33頁
『新しい住まいの設計 2007年10月号』扶桑社、2007年10月1日、13-15, 89-95頁
『新しい住まいの設計 2007年11月号』扶桑社、2007年11月1日、44-49頁
『MY HOME100選 VOL.4 別冊住まいの設計 156』扶桑社、2009年3月30日、54-61頁
『住まいの設計 2011年5月号』扶桑社、2011年3月19日、70-73頁
『住まいの設計 2011年9月号』扶桑社、2011年7月21日、46-49頁
『2012 COMFORTABLE HOUSES』RIHAN (H.K. RIHAN INT’L CULTURE SPREAD LIMITED, Hong Kong)、2011年12月、150-153頁
『DESIGN FOR ASIA HKDC AWARDS 2012』Hong Kong Design Centre、2012年12月、207頁
『Mercedes-Benz magazine 2013-04冬号』Mercedes-Benz magazine、2013年12月9日、86-89頁
『九州建築選 2012 第6回建築九州賞(作品賞)33選』(一社)日本建築学会九州支部、2013年3月、21頁
『JIA Architect of the Year 現代日本の建築家 JIA建築年鑑2013』公益社団法人日本建築家協会、2014年5月31日、70-71頁